# Karsten Tadda
Karsten Tadda, né le 2 novembre 1988 à Bamberg, en Allemagne, est un joueur allemand de basket-ball, évoluant au poste d'arrière.

## Carrière
Au début de sa carrière, entre 2007 et 2009, Tadda a une double licence et joue à la fois avec le TSV Tröster Breitengüßbach, qui évolue en seconde division, et le Brose Baskets, qui évolue en première division. Il est nommé meilleur jeune du mois de mars 2008 avec Breitengüßbach et meilleur joueur de la saison de seconde division en 2008-2009 (toujours avec Breitengüßbach).